# كاثلين سولي
كاثلين سولي (بالإنجليزية: Kathleen Sully)‏ (14 أبريل 1910، لندن في المملكة المتحدة - 4 سبتمبر 2001)؛ روائية بريطانية.